# Palais Calcagnini
Pour les articles homonymes, voir Calcagnini.

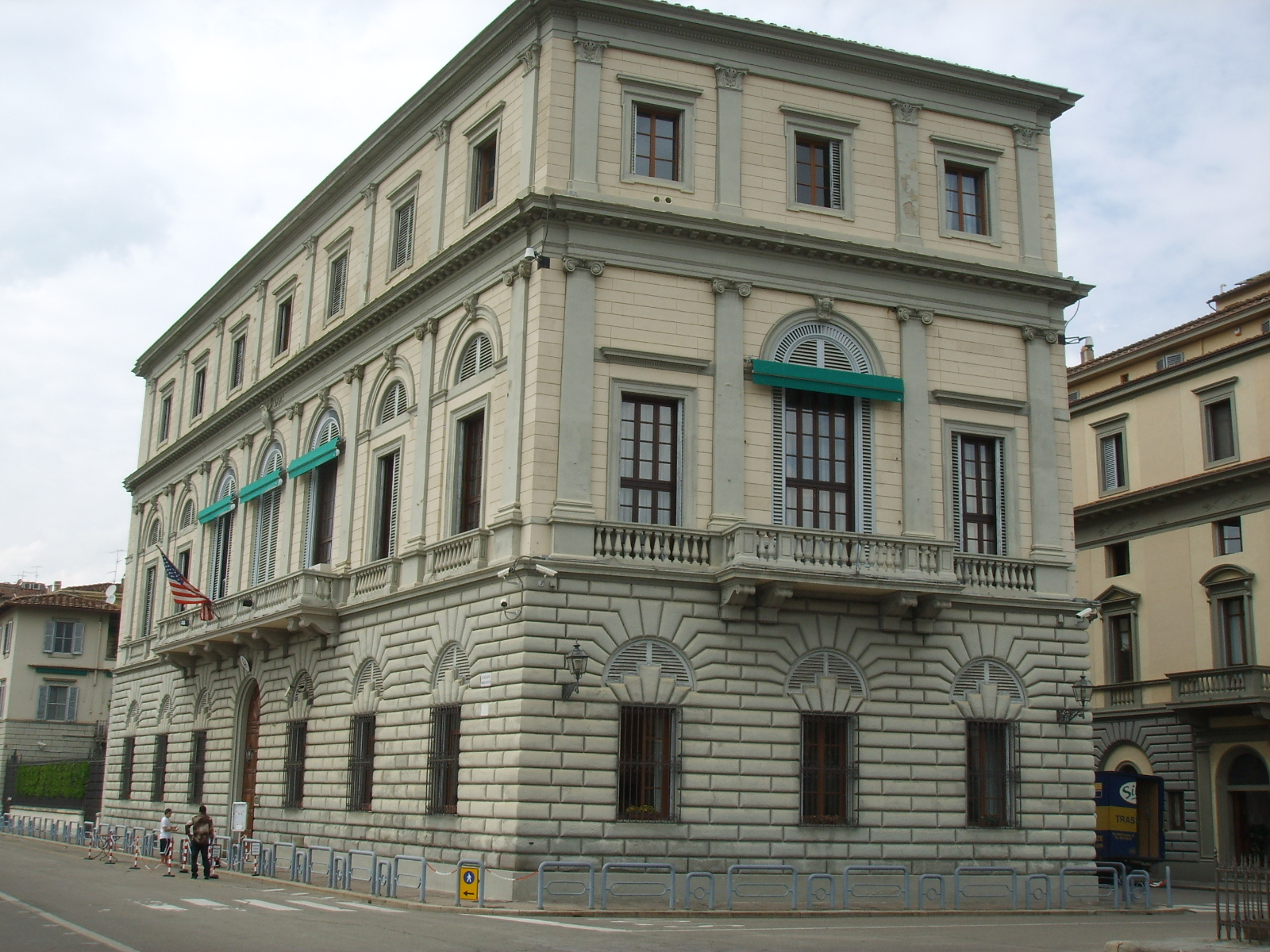
La façade du Palais Calcagnini côté Via Palestro.

Le Palazzo Calcagnini ou Canevaro di Zoagli est un palais de Florence situé au 38 Lungarno Vespucci. Il abrite le consulat général des États-Unis d'Amérique.

## Histoire
Le palais a été construit par le marquis Manfredi Calcagnini Estensi de Ferrare à partir de 1857. La famille Calcagnini est originaire d'Allemagne et s'est installée à Ferrare au XIVe siècle. Les courtisans des Este, avec le mariage entre Alfonso Calcagnini et Laura d'Este, ont doublé le nom de famille.
Le marquis Manfredi a choisi l'architecte Giuseppe Poggi pour le projet. Avec le passage de la capitale italienne de Turin à Florence, le marquis vendit la propriété au sénateur comte Francesco Arese, originaire de Milan, vice-président du Sénat italien, qui vécut et y mourut en 1881. Au début du XXe siècle, le palais fut acheté par Giuseppe Canevaro, duc de Zoagli, mari de la comtesse florentine Luisa Ridolfi, nièce de la mère de Bettino Ricasoli. En 1949, le palais a été acheté par le gouvernement des États-Unis d'Amérique comme siège du consulat général.
Le consulat fait partie de la mission diplomatique des États-Unis en Italie et représente les intérêts du gouvernement américain à Florence et dans les régions de Toscane et d'Émilie-Romagne. Le consul général est le représentant spécial des États-Unis auprès de la République de Saint-Marin.